# Zygmunt Łakiński

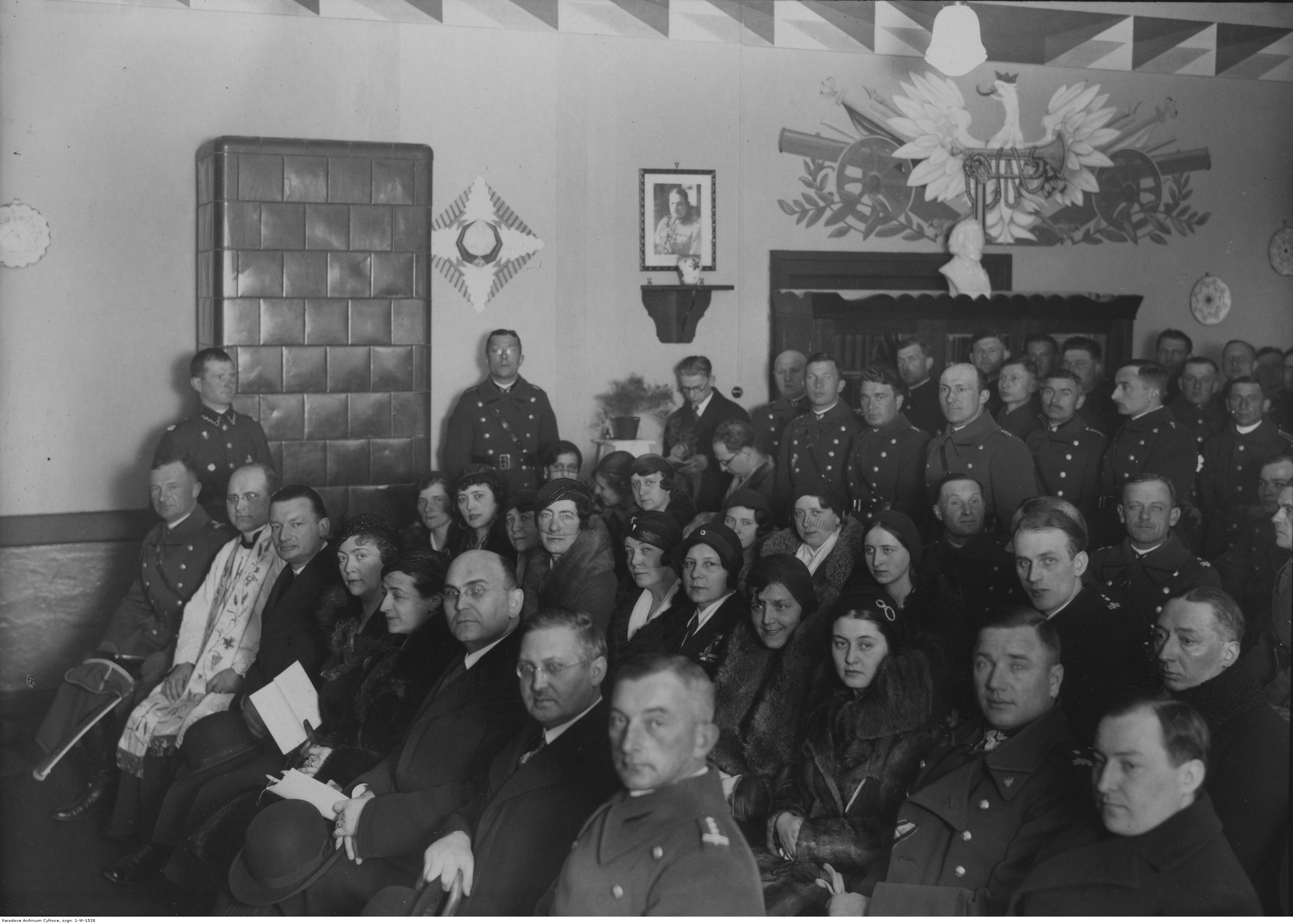
Poświęcenie świetlicy 7 pac zorganizowanej przez Oddział Polskiego Białego Krzyża w Poznaniu. Płk Zygmunt Łakiński 1. z prawej w 1. rzędzie

Zygmunt Łakiński (ur. 27 stycznia 1892 w Kościanie, zm. 24 marca 1961 w Londynie) – generał brygady Wojska Polskiego.

## Życiorys
Urodził się 27 stycznia 1892 w Kościanie, w rodzinie Jana Łakińskiego h. Pelikan (1859–1940) i Teresy z Księżopolskich (1866–1922). Po ukończeniu szkoły powszechnej uczęszczał do gimnazjum w Poznaniu, gdzie w 1913 uzyskał świadectwo dojrzałości. 6 sierpnia 1914 został wcielony do Armii Cesarstwa Niemieckiego. W 1915 awansował na podporucznika. Do lutego 1918 służył w artylerii niemieckiej na froncie zachodnim. Następnie do końca października 1918 był instruktorem w Polskiej Sile Zbrojnej.
Od listopada 1918 do 8 stycznia 1919 był adiutantem baonu Służby Straży i Bezpieczeństwa w Poznaniu. 27 grudnia 1918 kierował akcją oddziałów tej służby z punktu dowodzenia w Zamku. Od 9 stycznia 1919 tworzył Dowództwo Artylerii i referował w Dowództwie Głównym sprawy artylerii. 20 stycznia 1919 został adiutantem przy Inspekcji Artylerii.
Do Sił Zbrojnych Polskich w byłym zaborze pruskim formalnie został przyjęty dekretem Komisariatu Naczelnej Rady Ludowej z 20 marca 1919 i mianowany porucznikiem ze starszeństwem z dniem 1 października 1915. 15 kwietnia 1919 objął dowództwo 3 baterii I dywizjonu artylerii konnej, który po scaleniu z „armią krajową” (5 lutego 1920) został przemianowany na 7 dywizjon artylerii konnej wielkopolskiej. 3 czerwca 1919 Komisariat NRL awansował go na kapitana ze starszeństwem z dniem 1 czerwca 1919. W sierpniu 1919 został przeniesiony do 2 pułku artylerii polowej Legionów na stanowisko dowódcy baterii. W listopadzie został dowódcą I dywizjonu. Z 2 pułkiem artylerii polowej Legionów przeszedł cały szlak bojowy wojny polsko-bolszewickiej.
Od października 1921 do 23 czerwca 1922 był członkiem Komisji Weryfikacyjnej dla byłych oficerów armii niemieckiej. 3 maja 1922 został zweryfikowany w stopniu majora ze starszeństwem z dniem 1 czerwca 1919 i 144. lokatą w korpusie oficerów artylerii. Od 24 kwietnia 1922 do 15 lutego 1924 był szefem Oddziału V Sztabu Dowództwa Okręgu Korpusu Nr VII w Poznaniu, pozostając oficerem nadetatowym 14 pułku artylerii polowej. W marcu 1924 objął dowództwo 7 dywizjonu artylerii konnej Wielkopolskiej w Poznaniu. 23 stycznia 1928 awansował na podpułkownika ze starszeństwem z dniem 1 stycznia 1928 i 14. lokatą w korpusie oficerów artylerii. 10 grudnia 1931 awansował na pułkownika ze starszeństwem z dniem 1 stycznia 1932 i 7. lokatą w korpusie oficerów artylerii. Dywizjonem dowodził do 16 kwietnia 1934. W kwietniu 1934 został mianowany dowódcą 10 Kaniowskiego pułku artylerii lekkiej w Łodzi. Od 1 października 1938 dowodził artylerią dywizyjną 30 Poleskiej Dywizji Piechoty. W wojnie obronnej 1939 roku walczył do 28 września.
Następnie przedostał się do Francji, gdzie od kwietnia 1940 roku dowodził artyleria dywizyjną 3 Dywizji Piechoty. Po ewakuacji do Wielkiej Brytanii, od lipca 1940 roku do listopada 1941 roku był zastępcą dowódcy 1 Brygady Strzelców w Szkocji. W styczniu 1942 wyjechał na Bliski Wschód, gdzie został komendantem Centrum Szkolenia Samodzielnej Brygady Strzelców Karpackich, a następnie dowódcą artylerii 3 Dywizji Strzelców Karpackich i dowódcą 7 Dywizji Piechoty (do kwietnia 1947 roku). 3 maja 1945 został mianowany generałem brygady.
Po demobilizacji osiedlił się w Londynie. Wykorzystując własne oszczędności kupił dom na wynajem, pełniąc w nim rolę administratora i stróża, co pozwalało mu na uzyskanie środków utrzymania.
Zmarł w Londynie 24 marca 1961. Pochowany został na cmentarzu Gunnersbury w Londynie.
Od 2 lipca 1919 był mężem Teresy Marii z Grabskich h. Pomian (ur. 1897), z którą miał dwóch synów.

## Ordery i odznaczenia
- Krzyż Złoty Orderu Wojennego Virtuti Militari nr 81[8]
- Krzyż Srebrny Orderu Wojennego Virtuti Militari nr 9985
- Krzyż Niepodległości (21 kwietnia 1937)[9][10]
- Krzyż Oficerski Orderu Odrodzenia Polski
- Krzyż Kawalerski Orderu Odrodzenia Polski (9 listopada 1931)[11]
- Krzyż Walecznych (dwukrotnie, 1921)[12][13]
- Złoty Krzyż Zasługi z Mieczami[14]
- Złoty Krzyż Zasługi (22 grudnia 1928)[15]
- Medal Pamiątkowy za Wojnę 1918–1921
- Medal Dziesięciolecia Odzyskanej Niepodległości
- Krzyż Pamiątkowy Monte Cassino[14]
- Krzyż Oficerski Orderu Imperium Brytyjskiego (19 grudnia 1944)[16]
- Gwiazda Italii[16]
- Gwiazda za Wojnę 1939–1945[16]
- Medal Obrony[16]
- Medal Wojny 1939–1945[16]
- Medal Żołnierza (28 stycznia 1948)[16]
- Krzyż Wojenny 1939–1945[16]